# くろは
くろはは、日本の漫画家、イラストレーター。プロフィールの詳細は非公開。自画像はあざらし
。代表作は『NEWS×it』、『有害指定同級生』など。

## 来歴
『月刊少年ガンガン』に初めて持ち込んだ『はじめての魔王討伐』で月例マンガ賞奨励賞を受賞。「第2回スクウェア・エニックスマンガ大賞・極」にて『帰宅部活動記録』で入賞。同作は連載版『帰宅部活動記録』のプロトタイプである。2011年に刊行されたコミックアンソロジー極 帰宅部に収録された同作でデビューを果たす。
2011年8月18日から、ガンガンONLINE誌上で『帰宅部活動記録』と『マジカルロリポップ』を同時に連載開始。『マジカルロリポップ』は4話で連載休止となり、その後は『帰宅部活動記録』が隔週で掲載され、2013年7月にはテレビアニメ化された。2014年6月26日に連載終了。2015年4月2日からは同じくガンガンONLINEにて『NEWS×it』を連載開始、2016年3月3日連載終了。『ジャンプSQ』2017年8月号から『有害指定同級生』を連載開始、2019年9月4日連載終了。2022年、同誌にて男子高校生と堕天使による「ラブコメギャグ」作品『堕天使論』の連載を開始、2024年2月2日連載終了。

## 作品リスト

### 連載
- 帰宅部活動記録（『ガンガンONLINE』2011年8月18日 - 2014年6月26日、スクウェア・エニックス、全5巻）
- マジカルロリポップ（『ガンガンONLINE』2011年8月18日 - 2014年4月24日、スクウェア・エニックス、全1巻）
- NEWS×it（『ガンガンONLINE』2015年4月2日[4] - 2016年3月3日、スクウェア・エニックス、全2巻）
- 有害指定同級生（『ジャンプSQ』2017年8月号[5] - 2019年10月号、集英社、全3巻）
- 堕天使論（『ジャンプSQ』2022年10月号[6] - 2024年3月号[7]、集英社、全3巻）

### 読み切り
- タイトル不明（『コミックアンソロジー極 帰宅部』2011年[8]）
- タイトル不明（原作：山内泰延、『男子高校生の日常 アンソロジー』2012年[9]） - 『男子高校生の日常』のアンソロジー寄稿作品[9]。
- 回収騒動号（原作：椿いづみ、『月刊少女野崎くん アンソロジー』2014年[10]） - 『月刊少女野崎くん』のアンソロジー寄稿作品[10]。
- はじめての魔王討伐（『ガンガンONLINE』2014年10月9日）[要出典]
- ヒロインズ（『ジャンプSQ.CROWN』2016 AUTUMN）
- 吸血鬼の棲む街（『ジャンプスクエア』2020年8月号[11]） - 「ギャグびらき」企画で最優秀賞を受賞。
- キャラメルミルフィーユ（『ジャンプスクエア』2021年11月号[12]）
- 2年1組の魔女（『ジャンプSQ.RISE』2022 SUMMER[13]）

### イラスト
- 私がモテないのはどう考えてもお前らが悪い!（テレビアニメ第3話エンドカードイラスト）[要出典]